# Pirate (Slagharen)
Pirate (vroeger Piraat) is een schommelschip in het Nederlandse Attractiepark Slagharen in Overijssel.
Het schommelschip werd in 1997 gebouwd in het park door HUSS Park Attractions. Aan de uiteinden reikt het schip tot 20 meter boven de grond. Om het schip zonder begeleiding te mogen betreden, dient men groter te zijn dan 130 cm. Personen van 120-130 cm mogen onder begeleiding van een volwassene de attractie in.
In afwijking van de meeste andere schommelschepen is Pirate niet symmetrisch. Het schip heeft aan één kant vier rijen zitplaatsen en aan de andere kant vijf. Op iedere rij kunnen zes personen plaatsnemen, waardoor de totale capaciteit van de attractie 54 personen per rit bedraagt. Dit resulteert in een theoretische capaciteit van 1080 personen per uur.
Afbeeldingen · Main Street